# Селихново (Пушкиногорский район)
Сели́хново — деревня в центральной части Пушкиногорского района Псковской области. Входит в состав городского поселения Пушкиногорье.

## Расположение
- Деревня расположена в 100 км к югу от города Псков, на пересечении автодороги Новгородка — Пушкинские Горы — Новоржев — Бежаницы — Локня Р58 с рекой Великой.
- Удалённость от административного центра района — посёлка городского типа Пушкинские Горы составляет 6 км.
- Ближайшая железнодорожная станция — город  Остров находится в 49 км от деревни.

## Население
| 2001 | 2002 | 2010 |
| ---- | ---- | ---- |
| 76   | ↘74  | ↘49  |

Численность населения деревни по оценке на конец 2010 года составляла 76 человек.

## Инфраструктура
В деревне располагается основное производство ЗАО «Пушкиногорский маслодельно-сыродельный завод».

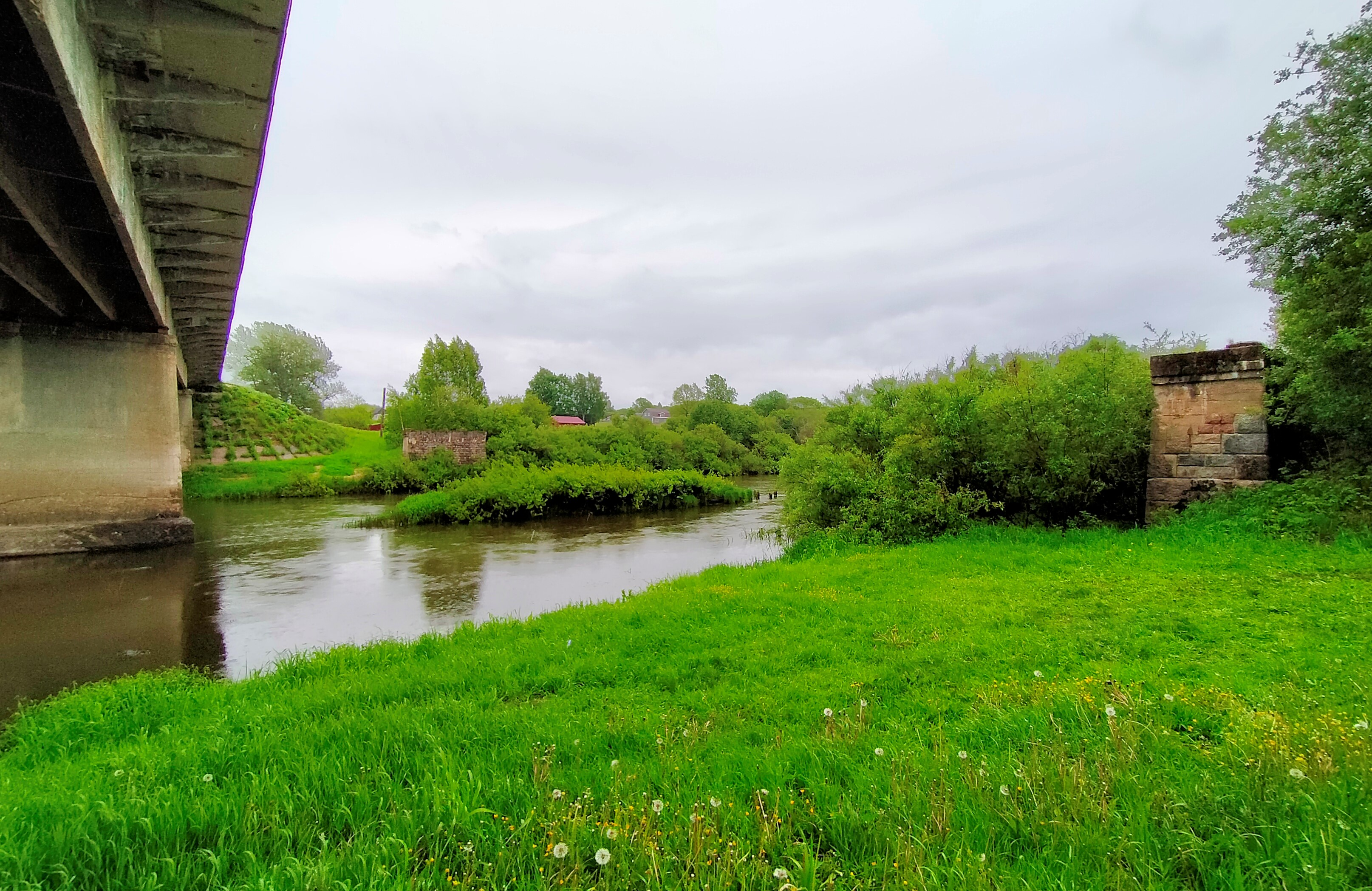
Мост через реку Великую и сваи старого моста, разрушенного во время Второй Мировой войны рядом с деревней

## История
До 3 июня 2010 года деревня входила в состав сельского поселения Пушкиногорская волость.